# Jacob Reicher
Jacob Reicher (hébreu : יעקב בן יוסף ריישר Yaakov ben Yoseph Reischer) est une autorité rabbinique tardive du XVIIe siècle (Prague, 1661 - Metz, 1733). Auteur d’ouvrages de loi et d’interprétations juives, il est aussi l’un des premiers rabbins de Metz dans les temps modernes.

## Éléments biographiques
Jacob Reicher, également connu comme Backofen, naît à Prague, où il étudie auprès du rabbin Aaron Shimon Spira (Wedeles) (de) de Prague et de son fils Rabbi Benjamin Wolf, qui lui donnera en mariage sa fille Jutlé. Son père Joseph est l’auteur de « Givot Olam », et lui-même démontre un talent précoce pour l’écriture.
Il est nommé Dayan du grand tribunal rabbinique de Prague, exerçant ensuite à Anspach en Bavière, à Worms (de 1713 à 1719) et finalement à Metz, où il officie jusqu'à sa mort, le 25 janvier 1733. Contrairement à une erreur répandue, il n’aura jamais été rabbin à Rzeszów, d’où provient son patronyme, porté avant lui par son grand-père et ses oncles.

## Œuvre
Jacob Reicher a été un auteur prolifique, auteur notamment de:
- (he) Minḥat Ya'akov (Prague, 1689) – un commentaire sur les lois de l’offrande propriatoire et de l’impureté menstruelle ; le livre a été réimprimé en 1696 adjoint d’un commentaire de son fils Shimon
- (he) Ḥok leYa'akov, commentaire sur les lois de Pessa’h du Choulhan Aroukh, ultérieurement inclus dans les rééditions de celui-ci
- (he) Shvout Ya'akov, recueil de ses responsa en trois parties dont la première (Halle, 1710) contient ceux de ses commentaires talmudiques qui n’avaient pas disparu dans un incendie en 1689, et la troisième (Metz, 1789) comprend les réponses envers les critiques de ses premières œuvres
- (he) Iyyoun Ya'akov (Wilhelmsdorf, 1729), commentaire de l’Ein Yaakov et, en partie, des Pirke Avot.